# Plectromerus ramosi
Plectromerus ramosi är en skalbaggsart som beskrevs av Marc Micheli och Eugenio H.Nearns 2005. Plectromerus ramosi ingår i släktet Plectromerus och familjen långhorningar. Inga underarter finns listade i Catalogue of Life.